# لقاح صالح للتناول
لقاح صالح للتناول (الاسم العلمي Edible algae vaccine)، مادة تحتوي على مولد ضد صالح للتناول، وتنشط جهاز المناعة عن طريق الأنسجة الليمفاوية المرتبطة بالأحشاء. ويفضل استخدامها خاصة في المناطق التي تفتقر للبنية التحتية التكنولوجية اللازمة للمحافظة على الطعوم. ويتم تخليق اللقاح داخل الجسم بالنسبة للأجزاء الصالحة للأكل من النباتات القابلة للتحول الوراثي (مثل الحبوب، الدرنات (درنة)، والثمار..)، أو البيض.